# 新北市工商展覽中心
新北市工商展覽中心，舊稱為五股工商展覽館，位於五股交流道旁在2001年興建完成，是集展示、會議、演唱會、教育訓練等多功能建築。展場場地全站席最多可容納8568人。

## 歷史
1999年由台北縣（現新北市）政府花費10億新台币興建，總樓地板面積30,860平方公尺，採委外經營（OT），於2001年興建完成。2010年，因場館老舊失修再重新以整建營運移轉（ROT）方式發包，得標業者展勝企業進行翻新整建，每年須付給市府營收入的3％至9％權利金，及489萬房地租金。
2016年，據新北市審計處報告指出，2010年翻新後至2015年使用率均未達70％目標，且參觀人數、營業收入等逐年下降，針對交通與展覽的滿意度都不到5成，新北市經發局則回應展覽中心必須做出市場區隔並加強公車接駁。

## 交通
環狀線：Y19A，新北市五股區新北產業園區五權路口之五工路下方。

## 資料來源
1. ↑  . www.tcwtc.com.tw.   [2024-11-27]. （原始内容存档于2024-12-06） （中文（臺灣））.
2. ↑  . www.tcwtc.com.tw.   [2024-11-27]. （原始内容存档于2024-12-07） （中文（臺灣））.
3. ↑  . lattekorea.com. 2023-06-10  [2024-12-09]. （原始内容存档于2023-07-06） （中文（臺灣））.
4. ↑  . 自由時報.   [2024-12-03]. （原始内容存档于2024-12-04）.
5. ↑  . 審計部.   [2024-11-27]. （原始内容存档于2024-12-03）.
6. ↑  中時新聞網. . 中時新聞網. 2016-09-20  [2024-11-27] （中文（繁體））.

## 外部連結
- 官方网站